# Soyouz TM-20
Soyouz TM-20 est une mission russe d'exploration de l'espace qui a eu lieu en 1994.

## Équipage
Décollage :
- Alexander Viktorenko (4)
- Elena Kondakova (1)
- Ulf Merbold (3) de l'ESA (Allemagne)

Atterrissage :
- Alexander Viktorenko (4)
- Elena Kondakova (1)
- Valeri Polyakov (2)

## Points importants
20e expédition vers Mir.